# Saint-Aubin (Aube)
 Saint-Aubin  es una población y comuna francesa, en la región de Champaña-Ardenas, departamento de Aube, en el distrito de Nogent-sur-Seine y cantón de Nogent-sur-Seine.

## Demografía
| 343 | 320 | 348 | 349 | 505 | 537 |
| Para los censos de 1962 a 1999 la población legal corresponde a la población sin duplicidades (Fuente: INSEE [Consultar]) |     |     |     |     |     |